# Brachythecium intermixtum
Brachythecium intermixtum là một loài Rêu trong họ Brachytheciaceae. Loài này được (Stirt.) Dixon mô tả khoa học đầu tiên năm 1923.